# 박용진 (정치인)
박용진(朴用鎭, 1971년 4월 17일~)은 대한민국의 정치인이다. 더불어민주당 소속 제20, 21대 국회의원이다.

## 생애

### 유소년
1971년 4월 17일에 전라북도 장수군 번암면에서 태어났다. 아버지의 근무지를 따라 전주시 태평동으로 이사하여 전주진북초등학교에 입학했다. 1979년 아버지의 근무지가 서울로 변경된 후 서울 강북구(당시 행정구역은 도봉구) 소재의 화계초등학교로 전학하여 졸업했다. 1987년 신일중학교를 졸업하였다. 신일고등학교 재학 중인 고2 시절 담임선생님이었던 이수호 선생이 전국교직원노동조합 결성 주도 인물로 구속되었다. 이에 자극받아 학교 동기생들과 교내시위를 주도하였다. 고등학교 내내 87년 6월 항쟁 이후 분출된 정치, 사회의 민주화 흐름에 민감한 시절을 보냈다.

### 학생 운동
1994년 성균관대학교 총학생회장으로 당선되고, 북부총련 의장까지 역임했다.
1994년 6월 벌어진 서울지하철노동조합 연대파업을 지원하던 도중 구속되어 첫 번째 감옥생활을 경험하였다. 100여일의 수감생활 이후 집행유예로 풀려난 뒤 총학생회장 임기를 마치고 12월 군입대했다.
1997년 2월 부산의 53사단 해안레이다 기지에서 육군병장으로 만기제대하였다.
1997년 마지막 학기를 마치기 위해 복학한 뒤 김귀정추모사업회 사무국장 활동을 전개했다.

### 진보정당 활동
대학 졸업 후 민주주의민족통일전국연합의 정치부장으로 일하며 그 해 말 있었던 대통령선거를 진보진영 독자후보로 치러내겠다는 계획을 가졌다.
1997년 9월 결성된 국민승리21에 전국연합에서 파견되어 대변인실 언론부장으로 일했다.
대선을 마친뒤 전국연합을 그만두고 권영길 당시 대선후보를 따라 진보정당 결성의 길에 나섰다.
국민승리21에서 언론부장, 조직부장, 기획부장, 청년사업부장, 청년실업대책본부 상황실장, 대표 수행비서 등을 겸직하며 진보정당 건설에 힘썼고 2000년 1월 민주노동당을 창당했다.
2000년 1월 문화일보가 선정한 '차세대 리더 100人'으로 선정되었다.
민주노동당 창당 직후인 2000년 4월, 16대 총선에 서울 강북(을) 선거에 만 29세의 나이로 도전했다.
13.3%의 득표율로 7명의 후보자 중 3위였으며 이는 민주노동당 서울출마자 중 최고 득표율이었다.
그 여세를 몰아 치열한 경선을 뚫고 지금의 최고위원 격인 전국집행위원에 선출되었다.
노동운동을 대표하던 정윤광 전 서울지하철노조 위원장과 지금은 고인이 된 이재영 전 진보신당 정책위의장 등 쟁쟁한 인물들이 그의 경쟁상대였다.
2001년 3월 '대우자동차 정리해고 반대 전국민중대회'에 참여했다가 구속되어 2년 1개월 동안 복역하고, 2003년 4월 출소하였다.
노무현 정부가 복권시켜주지 않아 2004년 총선에 출마하지 못했지만 민주노동당은 원내 진출에 성공했고 원내 3당이 된 민주노동당은 그를 대변인으로 임명했다.
총선이 끝난 한 달 뒤 그는 복권되어 피선거권을 회복했다.
그때부터 2007년 12월 대선 선대위 대변인까지 중앙당에서 활동했다.
2008년 민주노동당 분당에 반대했지만 진보신당이 결성되자 그 후보로 서울 강북(을)에 출마해 11.8%를 득표, 낙선했다.
2010년 진보신당의 부대표가 되었다.
3기 진보신당 지도부 중 유일하게 야권대통합에 동의했다.
2011년에 '진보대통합' 논의가 활발해지면서 "2011년 9월 25일에 민주노동당과 진보신당의 통합진보정당을 출범한다"고까지 합의가 되었으나, 뒤이어 열린 진보신당 당대회가 합의안을 부결함으로써 결국 '진보대통합' 논의는 무산되었다.
이에 지속적으로 '야권대통합'을 주장하던 그는 진보신당을 탈당하였고, '민주노동당-노회찬, 심상정 등의 진보신당 탈당파-국민참여당' 등이 참여해 결성한 통합진보당 동참 역시 거부했다.

### 민주당계 정당 활동
진보신당 탈당 뒤 문성근 등이 주도하는 '국민의 명령' 운동에 함께 하고 2011년 9월 '혁신과통합' 상임운영위원으로 야권통합운동에 합류했다.
혁신과통합이 결성한 시민통합당 지도위원으로 창당에 함께했다.
시민통합당이 민주당과 통합해 만든 민주통합당에서 최고위원 선거에 도전해 컷오프를 통과했다.
이후 전국을 돌며 정치혁신과 정권교체를 주창했지만 최고위원 당선에는 실패했다.
민주통합당은 2013년 5월 4일 전국대의원대회에서 만장일치로 의결하여 '민주당'으로 개명하였고, 이에 따라 박용진은 민주당 대변인으로 당직 승계하여 활동하였다.
2014년 1월 민주당 홍보위원장으로 자리를 옮겨 2014년 7월 30일까지 활동하였다.
2015년 8월 새정치민주연합 정책위원회 상근 부의장으로 임명되었으며 더불어민주당에서 당직승계해 활동했다.
2016년 제20대 국회의원선거에서 강북을에 출마, 당선했다.
국회의원 당선 직후 당시 김종인 더불어민주당 비상대책위 대표의 비서실장으로 발탁됐다.
또 박근혜 전 대통령 탄핵으로 2017년 5월 치러진 조기 대선에서 당시 문재인 더불어민주당 대통령 후보 선거대책위원회의 대변인으로 활동했다.
문재인 대통령 당선 이후 20대 국회 2기 더불어민주당 원내대표단에 합류, 전략기획부대표직을 맡았다.
20대 국회 전반기 정무위원회와 운영위원회에 소속되었다.
국회 정치개혁특별위원회와 더불어민주당 적폐청산위원회 위원으로도 활동했다.
2018년 7월, 분명한 재벌 개혁 행보로, 본의 아니게 정무위원회에서 교육위원회로 20대 국회 후반기 소속 상임위를 옮겨야 했다.
교육위원회를 대표해 더불어민주당 정책위원회 상임부의장에도 임명됐다.
제21대 국회의원선거에서는 지역 단수공천을 받아 재선에 도전해, 미래통합당 안홍렬 후보를 꺾고 당선되었다.
64.4%를 득표, 더불어민주당 의원 가운데 서울 1위, 수도권 3위의 득표율로 당선됐다.

## 의정 활동

### 재벌 개혁
- 2017년 국정감사에서 이건희 삼성전자 회장의 차명계좌 문제를 제기해 금융당국의 과세 결정을 이끌어냈다.[7][8] 이후 꾸려진 더불어민주당 이건희 과세 TF의 간사직을 맡았다.

- 현대자동차의 세타2엔진 결함에 대한 문제를 지적했다. 2017년 5월 현대차로부터 리콜 결정을 이끌어냈고, 10월 국정감사에서는 세타2엔진에 대한 무한보증 약속을 받아냈다.[9]

- 관료들은 재벌을 비호하고 개혁을 방해하면서 정권 힘 빠지기만 기다리는 듯하다는 인상을 밝혔다.[10]

- 2018년 9월 21일 국회 예결위원회에서 삼성물산과 제일모직 합병 과정 중 삼성바이오로직스의 기업 가치를 평가한 안진회계법인과 삼정KPMG의 보고서가 부풀려 작성됐다는 의혹을 제기했다. 사실상 금융위원회의 묵인이 있었다는 정황도 공개했다. 그리고 11월 7일 삼바가 기업 가치를 고의로 부풀렸다는 내용을 담은 삼성 내부문건을 공개해 증권선물위원회의 고의 분식회계 결정을 이끌어냈다.[11][12]

- 산업화를 위해 온갖 특혜로 재벌들에게 국가적 지원을 한 박정희가 그렇게 키운 기업을 사유화하고, 그 기업을 아무런 기여도 하지 않고 능력도 확인되지 않은 자식들에게 대대손손 물려주는 일은 없도록 하려고 상속세율을 75%까지 올린 사실을 예시하며, 이제부터라도 재계는 상속세율 인하 요구 대신 윤리경영을 실천하라고 촉구했다.[13]

- 2019년 10월 31일 국회에서 재벌개혁 관련 100회에 걸친 강연을 하였다.[14][15]

- 은산분리 원칙을 훼손할 가능성, 사업자본의 사금고화 우려로, 인터넷은행 대주주의 자격 요건을 완화하는 법률에 반대하여 2020년 3월에는 부결시키는 데 성공하기도 했으나,[16] 문재인 정부와 더불어민주당은 결국 2020년 4월 국회에서 미래통합당과 함께 통과시켰다.[17]

### 교육 개혁
- 2018년 10월 12일 국회 교육위 국정감사에서 전국 시도교육청의 유치원 감사에서 적발된 사립유치원의 명단과 비리 행태를 공개했다.[18] 10월 23일에는 '박용진 3법'으로 알려진 '유아교육법·사립학교법·학교급식법에 대한 개정 법률안'을 마련하여 발의했다.[19] 관련 3법은 2020년 1월 13일 국회에서 통과되었다.[20]

- 2019년 10월 18일 국회 교육위 국정감사에서 2014~2019년까지 전국 사립유치원, 초중고, 대학교까지 총 6,173억 원에 이르는 사학비리 규모를 공개했다.[21] 또한 10월 18일 전남 교육청을 대상으로 한 국정감사에서 전남대병원 채용비리를 밝혔다.[22][23]

### 중요 현안 정견
- 김일성 외삼촌 강진석에게 훈장을 준 것에 대해 박승춘 보훈처장의 무능을 지적하는 중에, 본인에게 돌아온 연좌제 적용 비난 등에 대해 해명했다.[24]

- 유시민이 이명박의 구속 여부에 대해 무죄 추정의 원칙을 언급하며 "불구속 조사해야 한다"는 생각을 밝히자 "힘없고 빽 없는 사람들에게는 해당되지 않는, 있긴 있지만 해당되지 않는다고 모두가 알고 있고 그런 원칙을 갑자기 들먹이면서 이명박 전 대통령에 대한 얘기를 했을까 답답하고 조금 의아스럽다"고 비판했다.[25]

- 조국 법무부 장관 후보자 자녀 교육 관련 문제가 불거지자, 해명의 기회를 충분히 보장해야 하지만, 조국 사태를 공론화할 때는 이것이 국민의 역린을 건드린 사건이이라고 규정하였다. 마땅한 해명이 나오지 않으면 결단이 불가피하다고 했다. 그는 신동아와의 인터뷰에서 “신분 사회도 아닌데, 부모의 재산과 지위에 따라 그 자녀들이 나눠진다면 그건 사회적 불행입니다. 불균등, 불평등이 만연한 사회를 구조화하고 있는 겁니다. 대한민국 교육이 나라를 망조로 끌고 가게 해선 안 된다고 봅니다. 그래서 그것을 완화하는 노력을 해야 합니다.”라고 밝혔다.[26][27][28]

- 당내 민주주의, 학력·스펙 대물림, 86세대, 검찰 개혁 등 사회 문제 전반데 대해 의견을 밝혔다.[29]

- '강제 당론'이란 없다며 더불어민주당이 공수처 투표 관련하여 금태섭 의원을 징계한 것을 비판했다.[30]

- 21대 총선 압승 후 "이제 핑계를 댈 세력이 사라졌다. 180석이면 국회에서는 법을 개정하고 제도를 바꾸는 모든 일을 할 수가 있다"며 "대선 공약집을 다시 꺼내봐야 할 시간"이라고 말했다.[31]

- 고 박원순 시장 성추행 사건 관련하여 국민 신뢰 회복을 위해 당 차원의 진상파악과 대책 마련이 있어야 하며, 서울시는 형사적인 것과 무관하게 시 치원의 진상조사와 유사 사례 재발방지 노력이 있어야 하고, 피해자에게 2차 피해 혹은 불이익이 없도록 조치해야 한다고 말했다. 그리고 박 의원은 KBS라디오 인터뷰에서 "(박 전 시장이) 어떤 상황이었는지 짐작은 가지만 극단적 선택에 대해서는 충격적이기도 하고 실망스럽기도 하고, 무책임한 것 아니냐는 생각이 든다"며 이렇게 말했다.[32][33]

## 학력
- 1978~1984 서울화계국민학교 졸업
- 1984~1987 신일중학교 졸업
- 1987~1990 신일고등학교 졸업
- 1990~1997 성균관대학교 사회학 학사
- 2013~2015 성균관대학교 국정관리대학원 행정학 석사

## 경력
- 1994 성균관대학교 총학생회장
- 1998 국민승리21 대변인실 언론부장
- 1998 청년실업해결을 위한 운동본부 상황실장
- 2000 민주노동당 서울특별시 지부 강북구 을 지구당위원장
- 2001 민주노동당 전국집행위원
- 2004.07~2004.11 민주노동당 대변인
- 2005.11~2007.03 민주노동당 대변인
- 2010.10~2011.09 진보신당 부대표
- 2011 혁신과통합 강북구 추진위원회 위원장
- 2011 시민통합당 지도위원
- 2012.03~2013.05 민주통합당 대변인
- 2013.05~2014.01 민주당 대변인
- 2014.01~2014.03 민주당 홍보위원장
- 2014.03~2014.07 새정치민주연합 홍보위원장
- 2015.08~2015.12 새정치민주연합 정책위원회 부의장
- 2016.04~2016.08 더불어민주당 김종인 비상대책위원장 비서실장
- 2016년 4월 13일: 대한민국 제20대 국회의원 선거 당선(서울 강북구 을, 더불어민주당, 초선)
- 2016.05~2024.05 더불어민주당 서울특별시당 강북구 을 지역위원회 위원장
- 2017.04~2017.05 제19대 대통령 선거 더불어민주당 문재인 대통령 후보 국민주권선거대책위원회 공보단 대변인
- 2017.05~2018.05 더불어민주당 원내부대표 (전략기획)
- 2017.09~2018.08 더불어민주당 적폐청산특별위원회 위원
- 2017.11~2018.05 더불어민주당 이건희 등 차명계좌 과세 및 금융실명제 제도 개선 TF 간사
- 2018.10~2019.05 더불어민주당 정책위원회 상임부의장
- 2020년 4월 15일: 대한민국 제21대 국회의원 선거 당선(서울 강북구 을, 더불어민주당, 재선)
- 2021.07~2021.10 더불어민주당 제20대 대통령 선거 경선 후보(최종 4위)
- 2022.01~2022.03 제20대 대통령 선거 더불어민주당 이재명 대통령 후보 대한민국대전환선거대책위원회 공동선거대책위원장
- 2022.07~2022.08 더불어민주당 제5차 전당대회 당대표 경선 후보(최종 2위)
- 2022.08~2024.09 더불어민주당 서울특별시당 교육연수위원장

### 의정 활동
- 2016.05~2020.05: 제20대 국회의원 (서울 강북구 을, 더불어민주당, 초선)
  - 2016.06~2018.05: 제20대 국회 전반기 정무위원회 위원
  - 2017.05~2018.05: 제20대 국회 전반기 운영위원회 위원
  - 2017.08~2018.05: 제20대 국회 정치개혁특별위원회 위원
  - 2018.07~2019.05: 제20대 국회 후반기 예산결산특별위원회 위원
  - 2018.07~2020.05: 제20대 국회 후반기 교육위원회 위원
  - 2018.10~2019.06: 제20대 국회 4차 산업혁명 특별위원회 간사
  - 2019.07~2019.08: 제20대 국회 후반기 예산결산특별위원회 위원
- 2020.05~2024.05: 제21대 국회의원 (서울 강북구 을, 더불어민주당, 재선)
  - 2020.06~2022.05: 제21대 국회 전반기 정무위원회 위원
  - 2020.06~2021.05: 제21대 국회 전반기 예산결산특별위원회 위원
  - 2022.07~2023.06: 제21대 국회 후반기 정무위원회 위원
  - 2023.06~2024.05: 제21대 국회 후반기 법제사법위원회 위원
  - 2023.08~2023.10: 제21대 국회 대법원장(이균용) 임명 동의에 관한 인사청문특별위원회 간사

## 전과
- 국가보안법위반(기타), 특수공무집행방해, 화염병사용등의처벌에관한법률위반,집회및시위에관한법률위반: 징역 2년 6월 집행유예 3년, 자격정지 2년 - 1994년 9월 26일 선고, 1998년 3월 13일 특별복권[34]
- 집회및시위에관한법률위반, 일반교통방해, 특수공무집행방해치상: 징역 2년 집행유예 3년 - 2000년 3월 21일 선고, 2003년 4월 30일 잔형면제사면, 2004년 5월 26일 특별복권[34]
- 집회및시위에관한법률위반, 일반교통방해: 징역 1년 - 2002년 1월 29일 선고, 2003년 4월 30일 특별복권[34]
- 도로교통법위반(음주운전): 벌금 100만원 - 2009년 5월 26일 선고[34]

## 저서
- 《과감한 전환 (더 큰 진보정치를 향한 도전과 선택)》. 폴리테이아. 2012년 1월 5일. ISBN 978-89-92792-29-5.
- 《재벌은 어떻게 우리를 배신하는가》. 메디치미디어. 2018년 2월 12일. ISBN 979-11-5706-113-6.
- 《사람(평범한 사람들의 위대한 인생)》. 도서출판 CWC. 2019년 5월 31일. ISBN 979-11-967092-0-4.
- 《박용진의 정치혁명》. 오픈하우스. 2021년 4월 23일. ISBN 979-11-88285-89-1.

## 출연작
- 《신문이야기 돌직구쇼+》(채널A, 2013년 7월 8일~현재)
- 《김현정의 뉴스쇼》(CBS, 2018년 4월~현재)

## 역대 선거 결과
|  | 13.26% |

|  | 11.68% |

|  | 51.08% |

|  | 64.45% |

## 소속 정당
| 소속 정당 | 소속 정당      | 소속 기간 | 비고           |
| --------- | -------------- | --------- | -------------- |
|           | 건설국민승리21 | 1997~1999 | 창당 정계 입문 |
|           | 무소속         | 1999~2000 | 정당 해산      |
|           | 민주노동당     | 2000~2008 | 창당           |
|           | 무소속         | 2008      | 탈당           |
|           | 진보신당       | 2008~2011 | 창당           |
|           | 무소속         | 2011      | 탈당           |
|           | 시민통합당     | 2011      | 창당           |
|           | 민주통합당     | 2011~2013 | 합당           |
|           | 민주당         | 2013~2014 | 당명 변경      |
|           | 새정치민주연합 | 2014~2015 | 합당           |
|           | 더불어민주당   | 2015~현재 | 당명 변경      |

## 같이 보기
- 강북구 을
- 서울 강북구의 국회의원